# Lavotchkine La-250 Anakonda
Le Lavotchkine La-250 « Anakonda » (en russe : Лавочкин Ла-250 « Анаконд ») était un prototype de chasseur à réaction conçu et fabriqué en Union des républiques socialistes soviétiques par le bureau d'études (OKB) Lavotchkine au début de la Guerre froide.